# Young-Medaille
Die Young-Medaille (Thomas Young Medal and Prize) ist ein Preis des Institute of Physics für Optik. Er ist nach Thomas Young benannt.
Der Preis entstand aus der ab 1907 gehaltenen Thomas Young Oration der Optical Society, die 1932 in der Physical Society of London aufging. Ab 1961 wurde daraus die Young Medal and Prize. Er ist mit 1000 Pfund dotiert und wird alle zwei Jahre verliehen.

## Preisträger
- 1963 Charles Hard Townes, Arthur Leonard Schawlow
- 1965 André Maréchal
- 1967 Dennis Gábor
- 1969 Giuliano Toraldo di Francia
- 1971 Charles Gorrie Wynne
- 1974 Walter Thompson Welford
- 1977 Robert Clark Jones
- 1979 Claude Cohen-Tannoudji
- 1981 Nicholas J. Phillips
- 1983 James Morris Burch
- 1985 John David Lawson
- 1987 Rodney Loudon
- 1989 Leonard Mandel
- 1991 Parameswaran Hariharan
- 1993 John Christopher Dainty
- 1995 John Rarity, Paul Richard Tapster
- 1997 Keith Burnett
- 1999 Peter L. Knight
- 2001 Stephen J. Pennycook
- 2003 Roy Sambles
- 2005 Philip Russell
- 2007 James Roy Taylor
- 2008 Patrick Gill
- 2009 Leslie Allen, Miles Padgett
- 2011 Ian Walmsley
- 2013 Jeremy J. Baumberg
- 2015 Nikolay Zheludev
- 2017 Kishan Dholakia
- 2018 Dieter Jaksch
- 2019 William Barnes
- 2020 Mete Atatüre
- 2021 Polina Bayvel
- 2022 Thomas F. Krauss
- 2023 David Andrews, Ventsislav Valev